# Rząd Islandii
Rząd Islandii sprawuje władzę wykonawczą w Islandii. W skład rządu wchodzi premier oraz 10 ministrów.
Obecny rząd został utworzony 30 listopada 2017 roku przez Ruch Zielonych-Lewicę, Partię Postępu i Partię Niepodległości. Premierem została lider Ruchu Zielonych-Lewicy, Katrín Jakobsdóttir. W skład gabinetu wchodzi 6 mężczyzn i 5 kobiet.

## Skład rządu

### Aktualny
| Funkcja                                        | Zdjęcie | Imię i nazwisko               | Partia polityczna | Partia polityczna     | Kadencja   | Kadencja |
| Funkcja                                        | Zdjęcie | Imię i nazwisko               | Partia polityczna | Partia polityczna     | początek   | koniec   |
| ---------------------------------------------- | ------- | ----------------------------- | ----------------- | --------------------- | ---------- | -------- |
| Premier                                        |         | Katrín Jakobsdóttir           |                   | Ruch Zieloni-Lewica   | 30 XI 2017 | nadal    |
| Minister finansów i spraw gospodarczych        |         | Bjarni Benediktsson           |                   | Partia Niepodległości | 30 XI 2017 | nadal    |
| Minister spraw zagranicznych                   |         | Guðlaugur Þór Þórðarson       |                   | Partia Niepodległości | 11 I 2017  | nadal    |
| Minister edukacji, nauki i kultury             |         | Lilja Dögg Alfreðsdóttir      |                   | Partia Postępu        | 30 XI 2017 | nadal    |
| Minister zdrowia                               |         | Svandís Svavarsdóttir         |                   | Ruch Zieloni-Lewica   | 30 XI 2017 | nadal    |
| Minister środowiska i zasobów naturalnych      |         | Guðmundur Ingi Guðbrandsson   |                   | Ruch Zieloni-Lewica   | 30 XI 2017 | nadal    |
| Minister rybołówstwa i rolnictwa               |         | Kristján Þór Júlíusson        |                   | Partia Niepodległości | 30 XI 2017 | nadal    |
| Minister spraw społecznych i równości          |         | Ásmundur Einar Daðason        |                   | Partia Postępu        | 30 XI 2017 | nadal    |
| Minister turystyki, przemysłu i innowacji      |         | Þórdís Kolbrún R. Gylfadóttir |                   | Partia Niepodległości | 11 I 2017  | nadal    |
| Minister sprawiedliwości                       |         | Sigríður Á. Andersen          |                   | Partia Niepodległości | 11 I 2017  | nadal    |
| Minister transportu i samorządu terytorialnego |         | Sigurður Ingi Jóhannsson      |                   | Partia Postępu        | 30 XI 2017 | nadal    |